# Kazuma Okamoto
Kazuma Okamoto (japanisch 岡本 一真 Okamoto Kazuma; * 19. September 2003 in der Präfektur Kanagawa) ist ein japanischer Fußballspieler.

## Karriere
Kazuma Okamoto erlernte das Fußballspielen in der Schulmannschaft der Maebashi Ikuei High School. Seinen ersten Profivertrag unterschrieb er am 1. Februar 2022 bei Thespakusatsu Gunma. Der Verein aus Kusatsu, einer Stadt in der Präfektur Gunma, spielte in der zweiten japanischen Liga. Sein Zweitligadebüt gab Kazuma Okamoto am 26. Juni 2022 (23. Spieltag) im Auswärtsspiel gegen Tokushima Vortis. Bei der 1:0-Niederlage wurde er in der 81. Spielminute für Masaya Kojima eingewechselt. In seiner ersten Saison als Profi bestritt er 17 Ligaspiele und drei Pokalspiele. Nach zwei Spielzeiten, in denen er 47 Ligaspiele bestritt, wechselte er im Januar 2024 zum Ligakonkurrenten Montedio Yamagata.